# Olympische Winterspiele 2010/Eisschnelllauf – Teamverfolgung (Frauen)
Die Teamverfolgung im Eisschnelllauf der Frauen bei den Olympischen Winterspielen 2010 wurden am 26. und 27. Februar 2010 im Richmond Olympic Oval ausgetragen. Olympiasieger wurde das Team aus Deutschland vor Japan und Polen.

## Ergebnisse

### Ausscheidungsläufe
|  | Viertelfinale                                         | Viertelfinale                                      |                                                       |         | Halbfinale | Halbfinale |  |  | A-Finale | A-Finale |
|  |                                                       |                                                    |                                                       |         |            |            |  |  |          |          |
|  | JapanHozumi, Kodaira, Tabata                          | 3:02,89                                            |                                                       |         |            |            |  |  |          |          |
|  | SüdkoreaLee, Noh, Park                                | 3:07,45                                            |                                                       |         |            |            |  |  |          |          |
|  | SüdkoreaLee, Noh, Park                                | 3:07,45                                            | JapanHozumi, Kodaira, Tabata                          | 3:02,73 |            |            |  |  |          |          |
|  |                                                       |                                                    | JapanHozumi, Kodaira, Tabata                          | 3:02,73 |            |            |  |  |          |          |
|  |                                                       | PolenBachleda-Curuś, Woźniak, Złotkowska           | 3:02,92                                               |         |            |            |  |  |          |          |
|  | PolenBachleda-Curuś, Woźniak, Złotkowska              | PolenBachleda-Curuś, Woźniak, Złotkowska           | 3:02,92                                               | 3:02,90 |            |            |  |  |          |          |
|  | PolenBachleda-Curuś, Woźniak, Złotkowska              |                                                    |                                                       | 3:02,90 |            |            |  |  |          |          |
|  | RusslandLichatschowa, Lobyschewa, Schichowa           | 3:04,86                                            |                                                       |         |            |            |  |  |          |          |
|  |                                                       |                                                    | JapanHozumi, Kodaira, Tabata                          | 3:02,84 |            |            |  |  |          |          |
|  |                                                       | DeutschlandAnschütz-Thoms, Beckert, Mattscherodt   | 3:02,82                                               |         |            |            |  |  |          |          |
|  | DeutschlandAnschütz-Thoms, Beckert, Friesinger-Postma | 3:01,95                                            |                                                       |         |            |            |  |  |          |          |
|  | NiederlandeGroenewold, Valkenburg, Wüst               | 3:03,38                                            |                                                       |         |            |            |  |  |          |          |
|  | NiederlandeGroenewold, Valkenburg, Wüst               | 3:03,38                                            | DeutschlandAnschütz-Thoms, Beckert, Friesinger-Postma | 3:03,55 |            |            |  |  |          |          |
|  |                                                       |                                                    | DeutschlandAnschütz-Thoms, Beckert, Friesinger-Postma | 3:03,55 |            |            |  |  |          |          |
|  |                                                       | Vereinigte StaatenRodriguez, Rookard, Swider-Peltz | 3:03,78                                               |         |            |            |  |  |          |          |
|  | Vereinigte StaatenRodriguez, Rookard, Swider-Peltz    | Vereinigte StaatenRodriguez, Rookard, Swider-Peltz | 3:03,78                                               | 3:02,19 |            |            |  |  |          |          |
|  | Vereinigte StaatenRodriguez, Rookard, Swider-Peltz    |                                                    |                                                       | 3:02,19 |            |            |  |  |          |          |
|  | KanadaGroves, Nesbitt, Schussler                      | 3:02,24                                            |                                                       |         |            |            |  |  |          |          |

### Endstand
| Platz | Land | Sportlerin                                                                          | Zeit (min) |
| ----- | ---- | ----------------------------------------------------------------------------------- | ---------- |
| 1     | GER  | Daniela Anschütz-Thoms Stephanie Beckert Katrin Mattscherodt Anni Friesinger-Postma | 3:02,82    |
| 2     | JPN  | Masako Hozumi Nao Kodaira Maki Tabata                                               | 3:02,84    |
| 3     | POL  | Katarzyna Bachleda-Curuś Katarzyna Woźniak Luiza Złotkowska                         | 3:03,73    |
| 4     | USA  | Catherine Raney Jennifer Rodriguez Jilleanne Rookard Nancy Swider-Peltz             | 3:05,30    |
| 5     | CAN  | Kristina Groves Christine Nesbitt Brittany Schussler                                | 3:01,41    |
| 6     | NED  | Diane Valkenburg Jorien Voorhuis Ireen Wüst Renate Groenewold                       | 3:02,04    |
| 7     | RUS  | Jekaterina Lobyschewa Alla Schabanowa Jekaterina Schichowa Galina Lichatschowa      | 3:06,47    |
| 8     | KOR  | Lee Ju-yeon Noh Seon-yeong Park Do-yeong                                            | 3:06,96    |